# 黃連阿膠湯
黃連阿膠湯，出自《傷寒雜病論》。又名小朱鳥湯。

## 主治
少陰病得之二三日以上，心中煩，不得臥，時下利純血如雞鴨肝者。

## 方解
心煩、不得臥，為陽燥薰心、血虧液耗之手少陰心經病像。黃連、黃芩清熱，芍藥行血去瘀，阿膠、雞子黃補血。